# De vrijheid van de gedachte
De vrijheid van de gedachte is een beeld van kunstenaar Hildo Krop.

## Geschiedenis
Krop ontwierp het beeld voor plaatsing bij de telefooncentrale aan de Pieter de Hoochstraat in Amsterdam, Museumkwartier. Het beeld laat een staande roepende man of engel zien met een liggende vrouw. De man dan wel engel lijkt met zijn voeten in de buik van de vrouw te staan. De betekenis zou zijn dat elk denkend mens zijn gedachten de vrije loop mag laten. De gedachte hier leidt via de man/engel en zijn vleugels naar diens bestemming, waar dat ook mag zijn. Krop werd bij het maken van het beeld geïnspireerd door de dichtregels van P.C. Boutens, welke op bronzen ringen aan de voet van het beeld zijn terug te lezen:
Gesproken of geschreven, leent het Woord
de vleuglen van zijn moeder, de gedachte,
En snelt, verstild, bij dagen en bij nachten
Alsweegs naar zijn bestemming voort
De opdracht van dit werk kwam van de PTT, die in 1951 een centrale opende aan de Pieter de Hoochstraat 20, hoek Nicolaas Maesstraat. De bouw van die centrale was overigens al in 1939 begonnen onder de opdracht van de Gemeentetelefoon Amsterdam, maar de Tweede Wereldoorlog en de materiaalschaarste daarna zorgden voor een aanmerkelijk oponthoud. De gedachte was dat de PTT, die de gemeentetelefoon had overgenomen, zowel het geschreven als het gesproken woord over de wereld kon laten gaan. In de gevel boven de ingang waren vijf reliëfs van Krop te bewonderen, met als thema communicatie:
- Afrikanen met tamtam, verwijzend naar het zuiden
- Chinezen met penseelschrift, verwijzend naar het oosten
- Saami met rendieren, verwijzend naar het noorden
- Postillon d’Amour, verwijzend naar het westen
- Aangevuld met een vijfde: De vrije gedachte[2]

De telefoondienst vertrok daar in de jaren negentig, waarbij het beeld een nieuwe plaats kreeg nabij het KPN-gebouw op het La Guardiaplein nabij Station Amsterdam Sloterdijk. Ook dat gebouw werd verlaten en het beeld kwam "in de weg" te staan. De nieuwe eigenaar van het gebouw had geen interesse in het beeld en zo kwam het in een aantal loodsen van een opkoper uit Amstelveen terecht. De opkoper nam contact op met het Hildo Krop Museum, die weer contact zocht met de gemeente Amsterdam. Uiteindelijk bleek dat het Stadsdeel Oost interesse had het beeld te herplaatsen, maar dan wel zonder de (meer dan drie meter) hoge sokkel. Overleg met het Hildo Krop Museum leidde ertoe dat in verband met het perspectief van het beeld, het beeld toch op de door Krop ontworpen sokkel werd geplaatst. Krop kortte bij beelden die hoog geplaatst werden de benen in zodat een en ander gezien van onderaf de goede afmetingen kreeg, aldus het museum.
Het beeld werd in februari 2019 na restauratie in Delft geplaatst voor het Stadsloket Oost aan het Oranje-Vrijstaatplein, alternatieve plaatsen in de wijk De Omval en bij de ingang van het Oosterpark aan de Linnaeusstraat vielen af. Op 26 februari 2019 werd het onthuld. Het wordt op het plein omringd door 21e-eeuwse gebouwen. De man/engel is juist gericht naar de open ruimte aan het plein (aan de zuidkant van het plein is er geen bebouwing) om de vrijheid te benadrukken.